# Бахмут (Казахстан)
Ба́хмут (каз. Бахмут) — село у складі Тайиншинського району Північноказахстанської області Казахстану. Входить до складу Чермошнянського сільського округу.
Населення — 154 особи (2021; 248 у 2009, 289 у 1999, 340 у 1989).
Національний склад станом на 1989 рік:
- росіяни — 46 %
- німці — 25 %.